# Banchō Sarayashiki

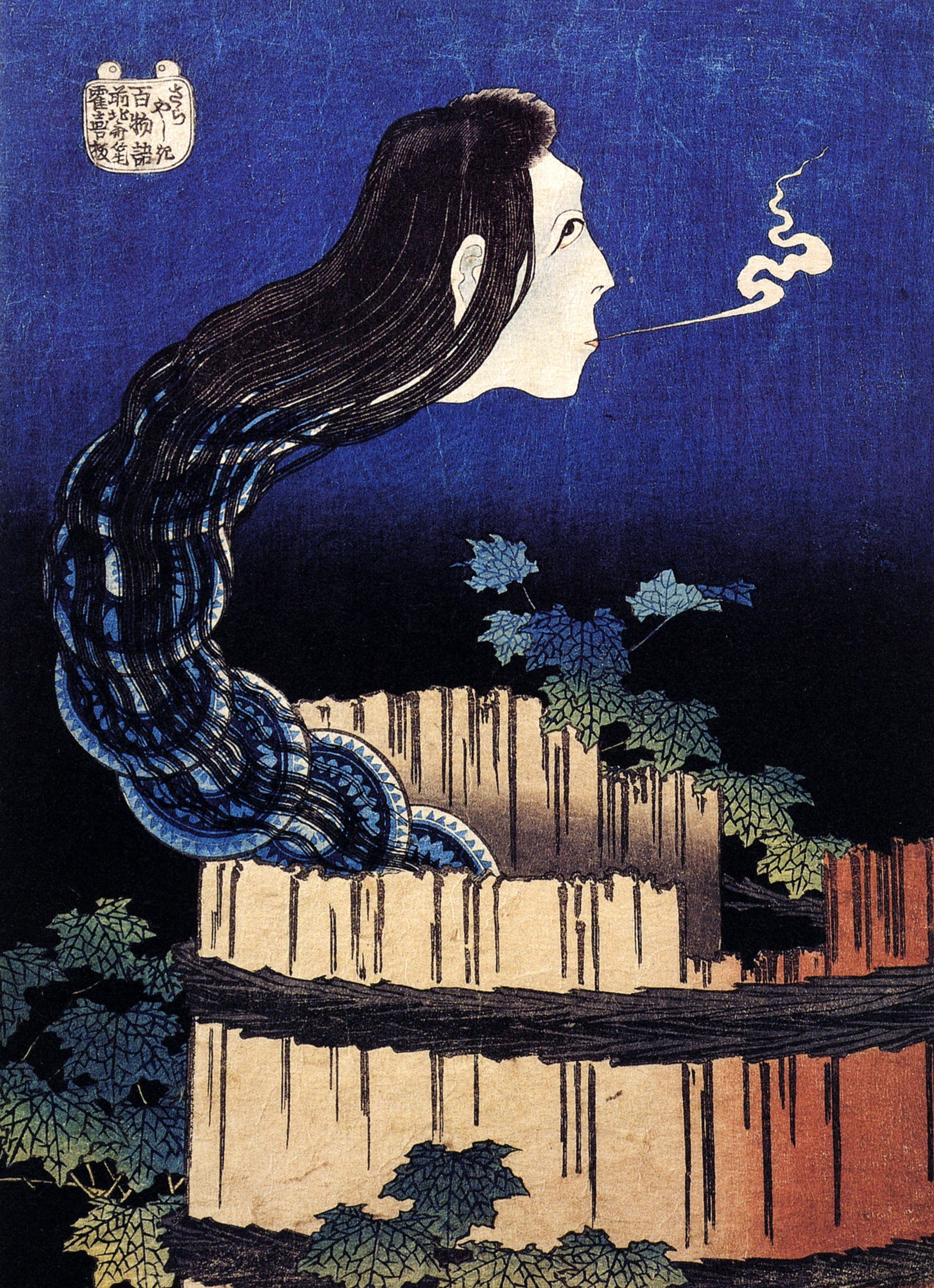
Okiku ilustrada por Katsushika Hokusai.

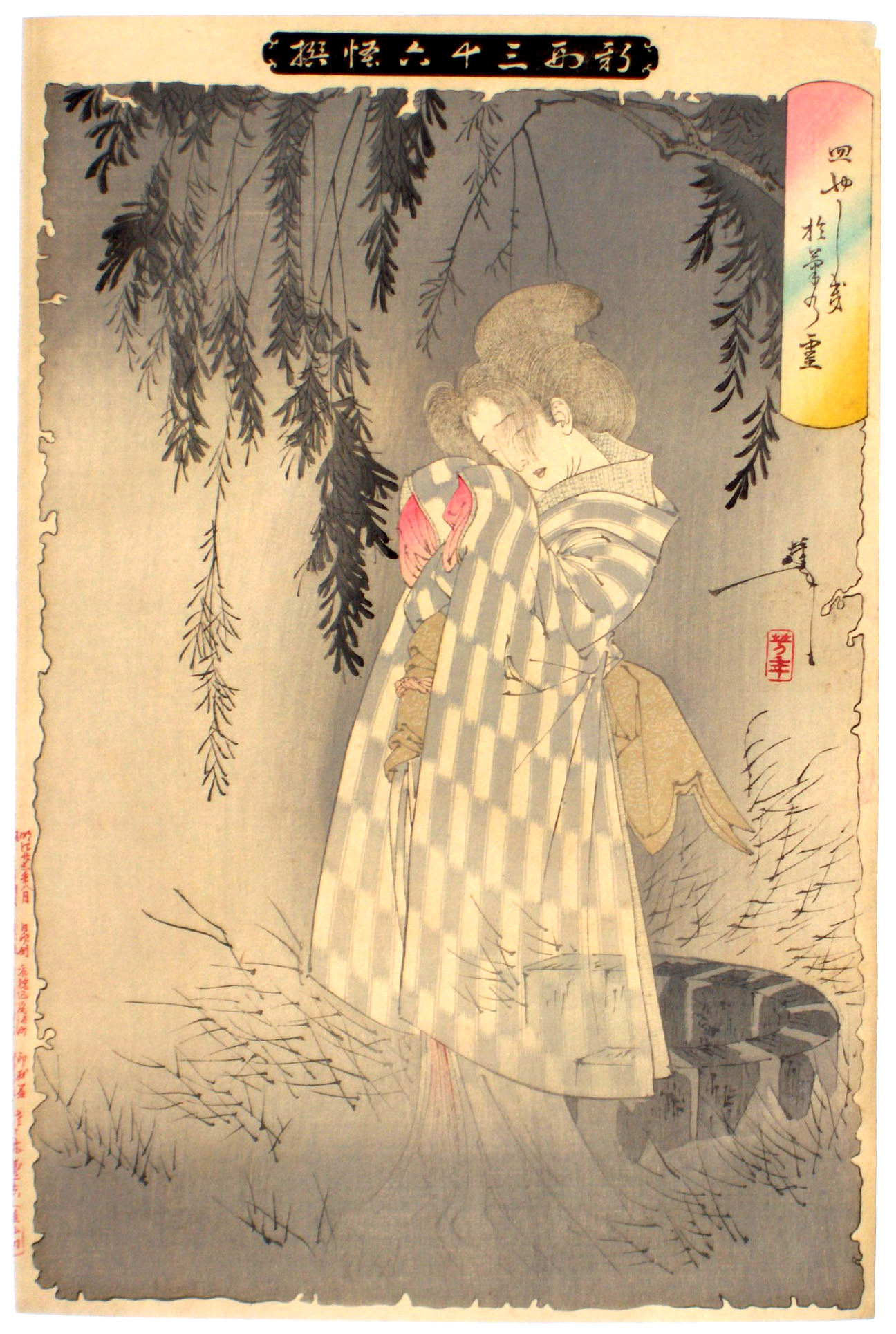
Okiku en una ilustración de Yoshitoshi Tsukioka.

Banchō Sarayashiki (番町皿屋敷 lit. La casa del plato en Banshō?) es una leyenda japonesa de fantasmas que data del período Edo.

## Historia
Hace doscientos años, vivía un jefe de policía llamado Aoyama Shūzen que se alojaba en la calle Banshō, en Edo (actual Tokio). Su trabajo consistía en capturar ladrones y pirómanos, y era un hombre violento y cruel sin atisbo de corazón o compasión.
Shūzen tenía en su casa una sirvienta llamada Okiku. La joven se había educado en su familia desde la infancia y conocía bien el temperamento de su amo. Un día, por accidente, rompió un plato de preciosa porcelana de un conjunto formado por diez. Okiku sabía que pagaría por este descuido, pero pensó que si intentaba esconderlo el castigo sería mucho peor. Así que temblando de miedo, fue a ver a la mujer de su amo y le confesó lo que había hecho. 
Cuando Shūzen volvió y vio que uno de sus platos preferidos estaba roto, montó en cólera, ató a la sirvienta y la golpeó, y cada día le cortaba un dedo. Okiku, agonizante, no podía hacer nada apenas, pero logró finalmente desatarse y escapar al jardín y se lanzó al pozo para ahogarse. Desde ese día, cada noche una voz sale del pozo y cuenta cada plato hasta el noveno, y luego se echa a llorar.

## Adaptaciones
La historia de Okiku es antigua y sus orígenes son desconocidos, pero fue primeramente representada con el título de Banchō Sarayashiki en julio de 1741, en el teatro Toyotakeza. La conocida leyenda de fantasmas fue adaptada en una producción de bunraku o ningyō jōruri (teatro de marionetas japonés) por Asada Itcho y Tamenaga Tarobei I. Como muchas otras piezas de fantasmas, tuvo enseguida versión en Kabuki y en septiembre de 1924 Banchō Sarayashiki fue llevada al teatro Naka no Shibai, con los actores Otani Tomoemon II y Arashi Koroku IV en los papeles de Aoyama y Okiku.
Otra versión de kabuki en un acto fue escrita en 1850 por Segawa Joko III con el título Minoriyoshi Kogane no Kikuzuki (実成金菊月), que se estrenó en el teatro Nakamuraza con Ichikawa Danjūrō VIII e Ichikawa Kodanji IV en los papeles de Tetsuzan y Okiku. Esta adaptación en un acto fue popular y se volvió a representar en junio de 1971 en el teatro Shimbashi Embujō, con Kataoka Takao y Bando Tamasaburō V en los papeles de Tetsuzan y Okiku.
La adaptación más popular y conocida de Banchō Sarayashiki, escrita por Kido Okamoto, se estrenó en febrero de 1916 en el teatro Hongōza, con Ichikawa Sadanji II e Ichikawa Shōchō II en los papeles del señor Harima y Okiku. Era una versión moderna de la clásica historia de fantasmas en que el cuento de horror fue sustituido por un profundo estudio psicológico de los motivos de ambos personajes.
Una nueva adaptación fue hecha en 2002 para televisión, Kaidan Hyaku Monogatari (怪談百物語).
En 1998 se estrena la película Ringu y en el 2002, se estrena una exitosa versión (o remake) estadounidense llamada The Ring, (El Aro, en Hispanoamérica; La Llamada, en Argentina y The Ring: La Señal, en España ), que se basa en esta leyenda y puso de moda en Occidente el horror japonés. 
- Datos: Q1369219
- Multimedia: Bancho Sarayashiki / Q1369219